# FSO Polonez
De FSO Polonez is een automodel dat tussen 1978 en 2002 werd geproduceerd door Fabryka Samochodów Osobowych, afgekort FSO, uit Polen. De naam van het model stamt van de Poolse dans polonaise, deze naam ontstond in het kader van een landelijke prijsvraag.

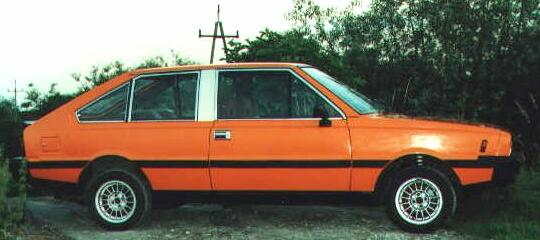
FSO Polonez 1500 X Special

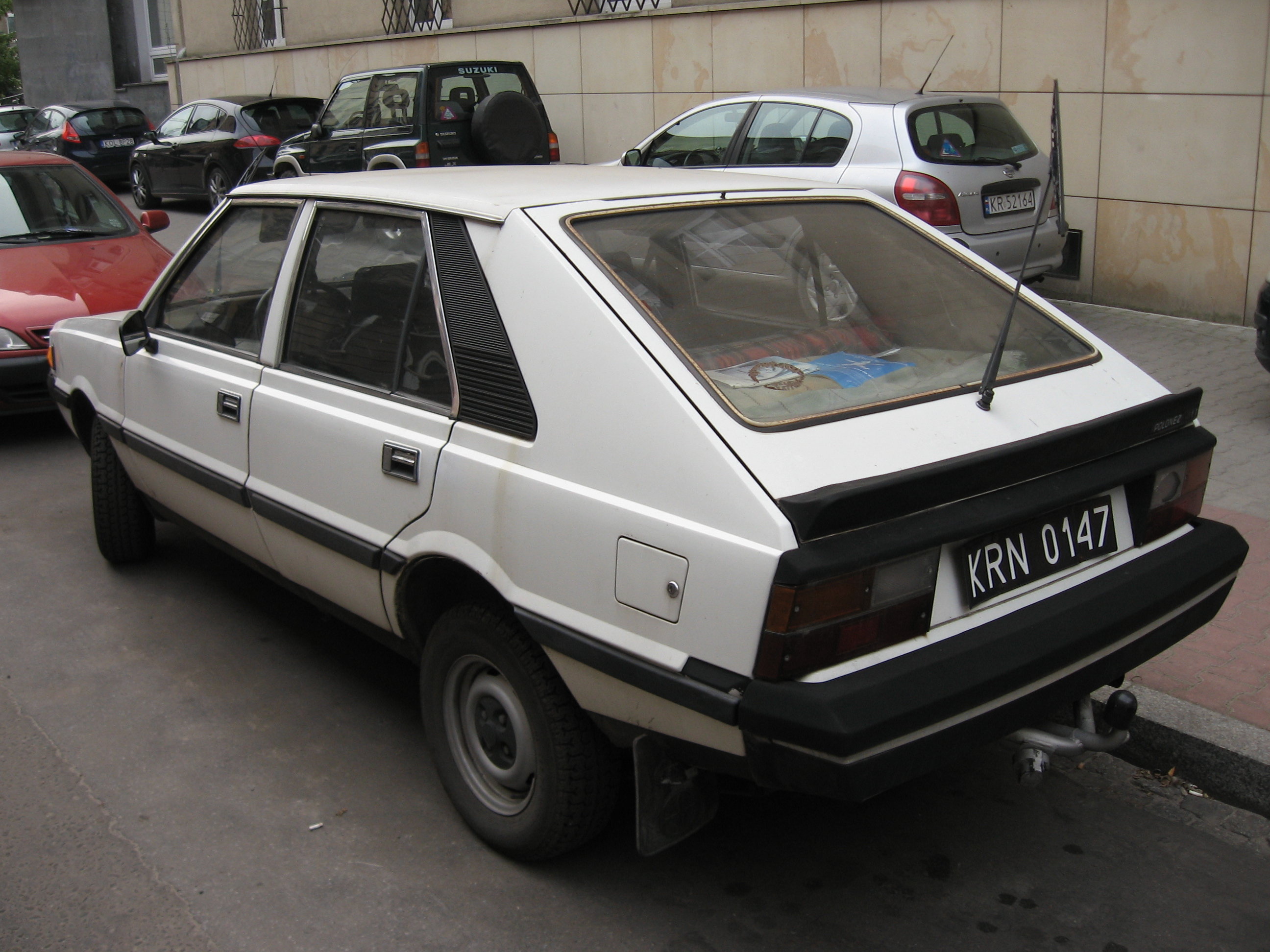
FSO Polonez MR'83

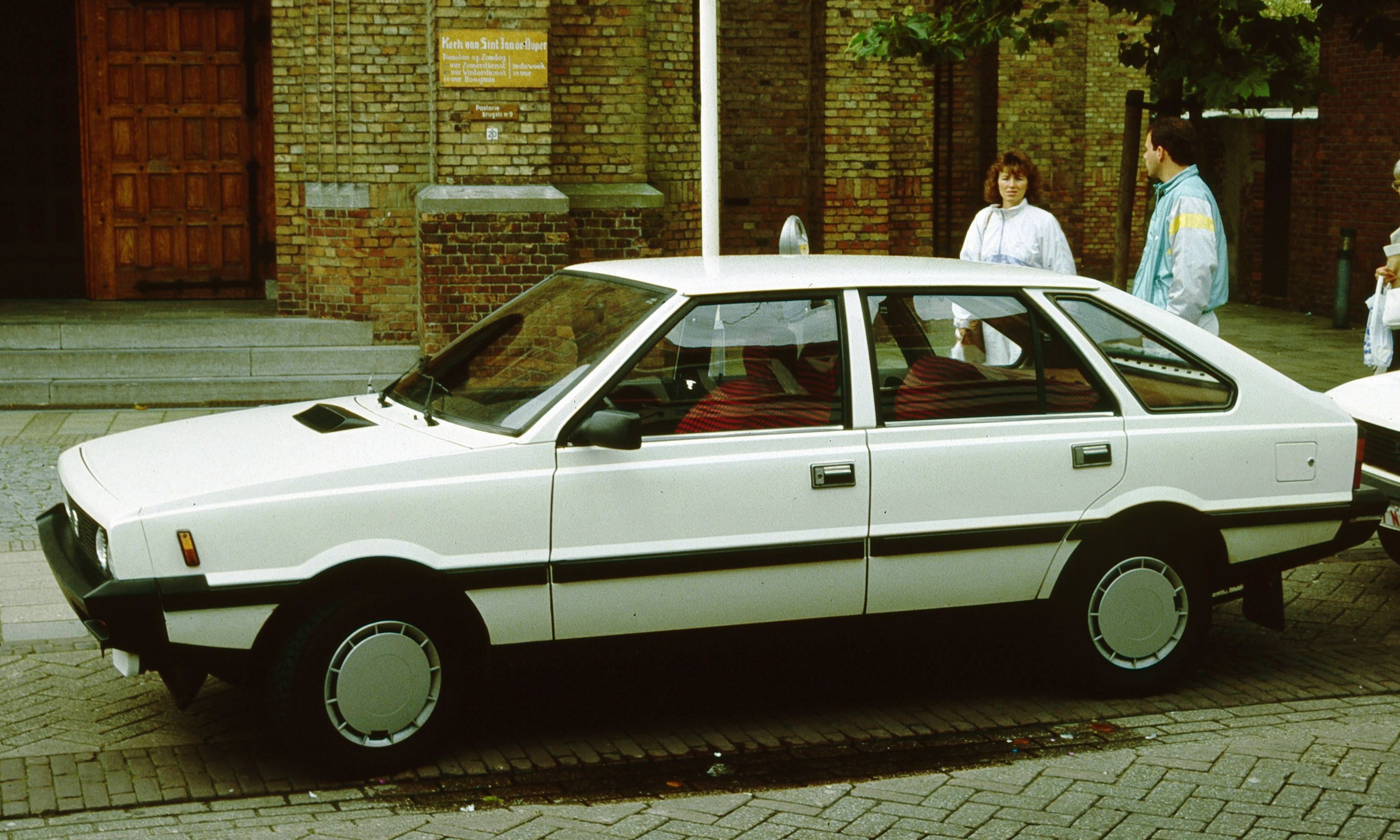
FSO Polonez MR'87

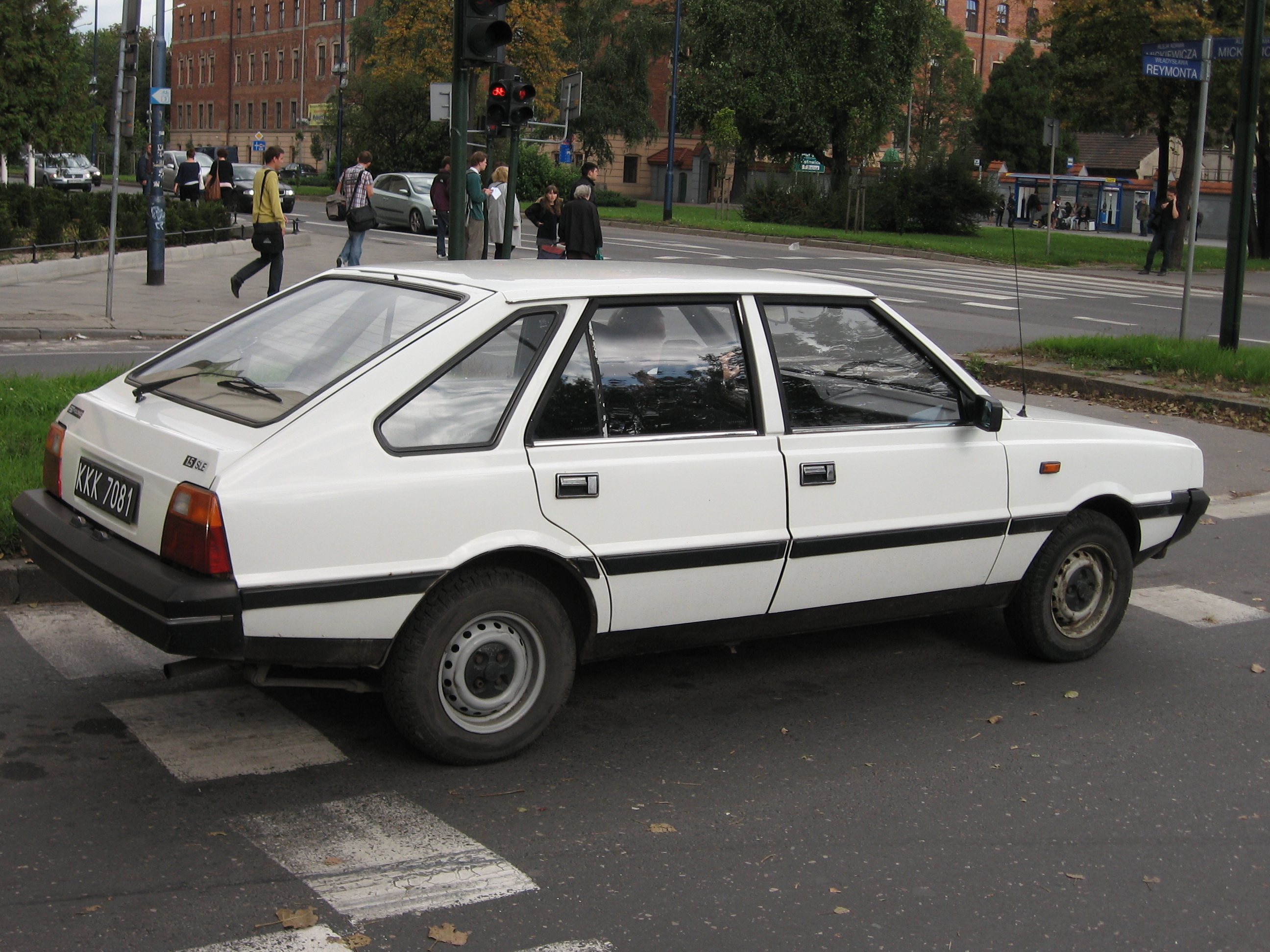
FSO Polonez MR'89

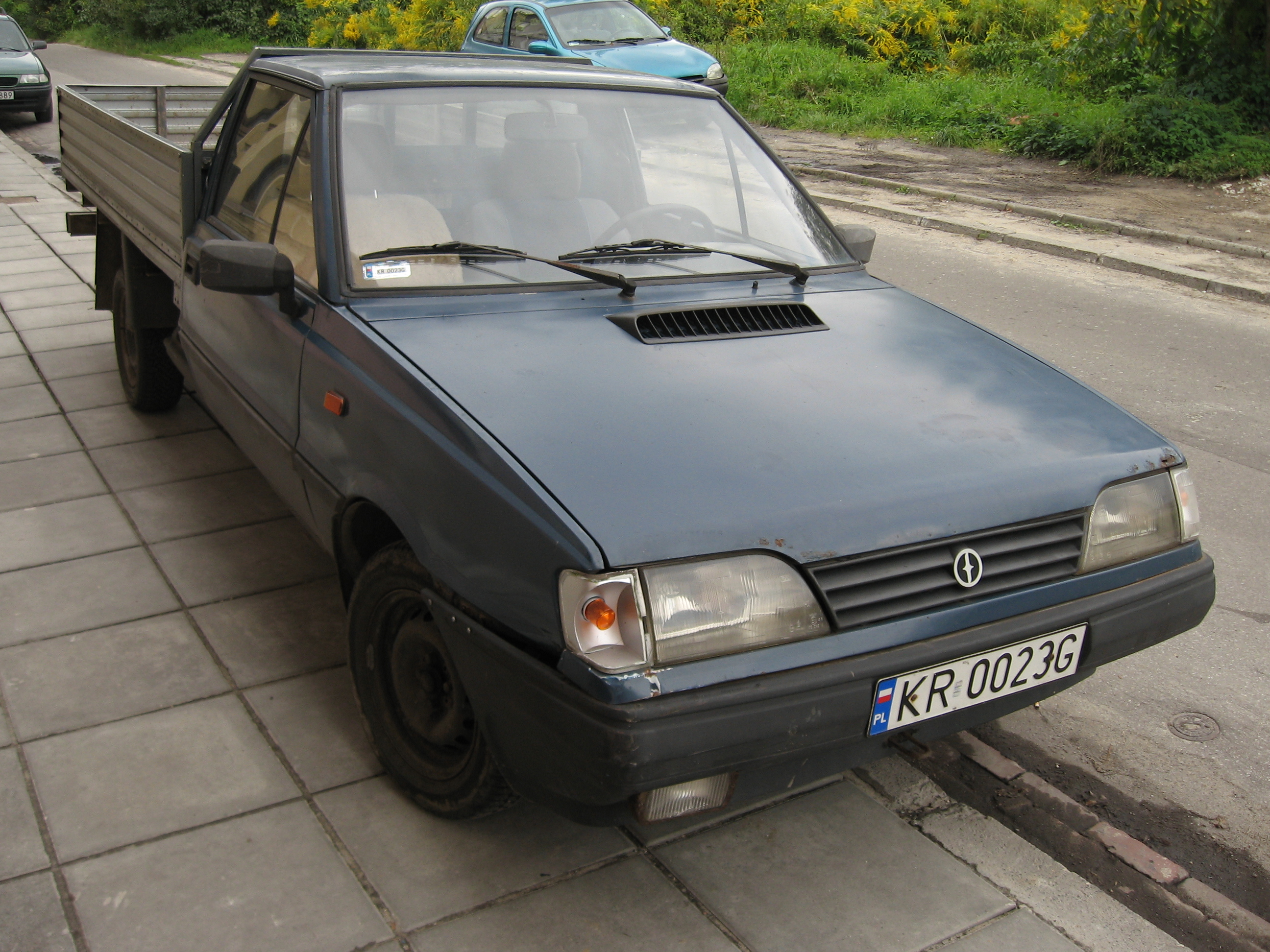
FSO Polonez Truck MR'91

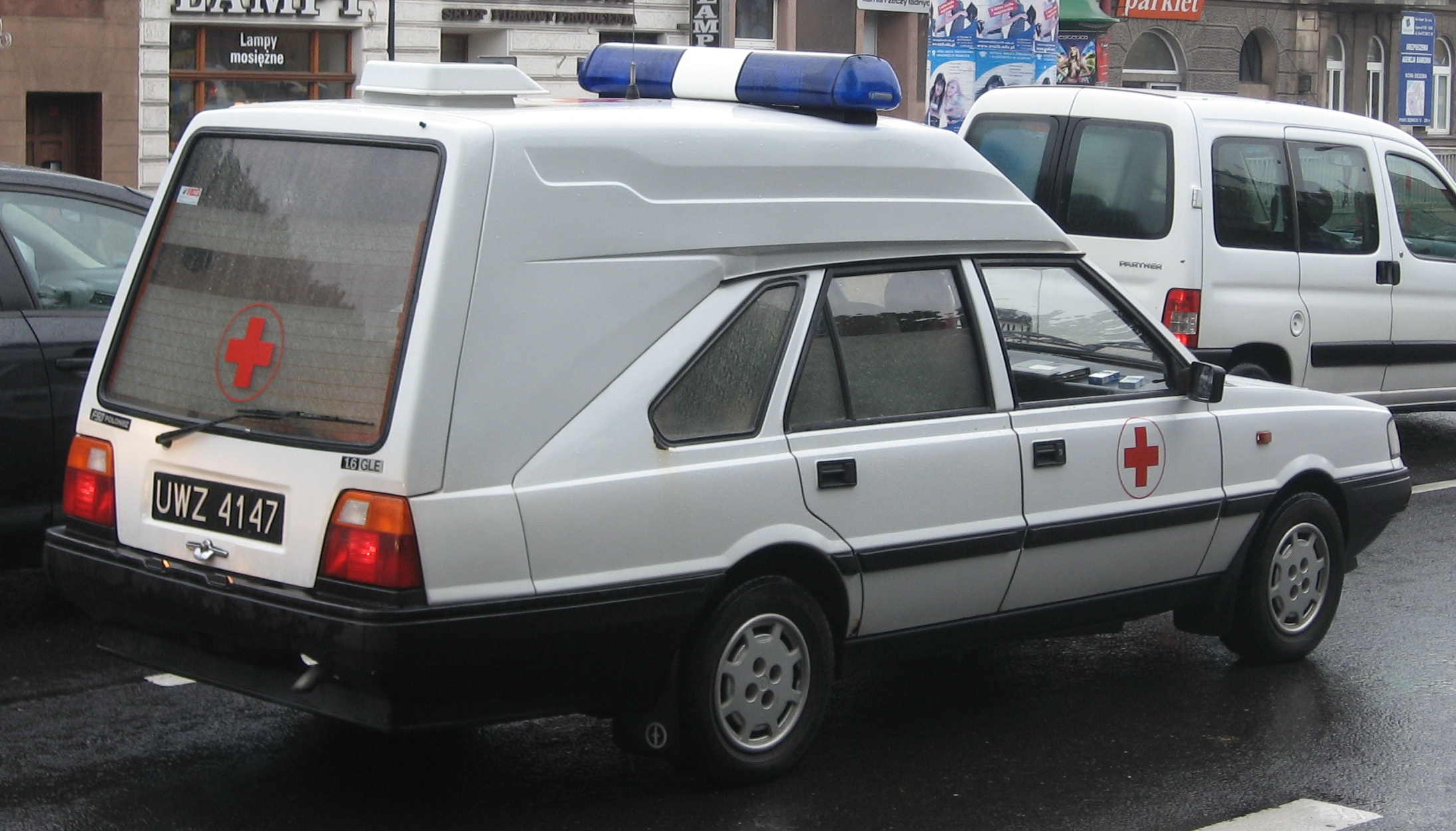
FSO Polonez Cargo

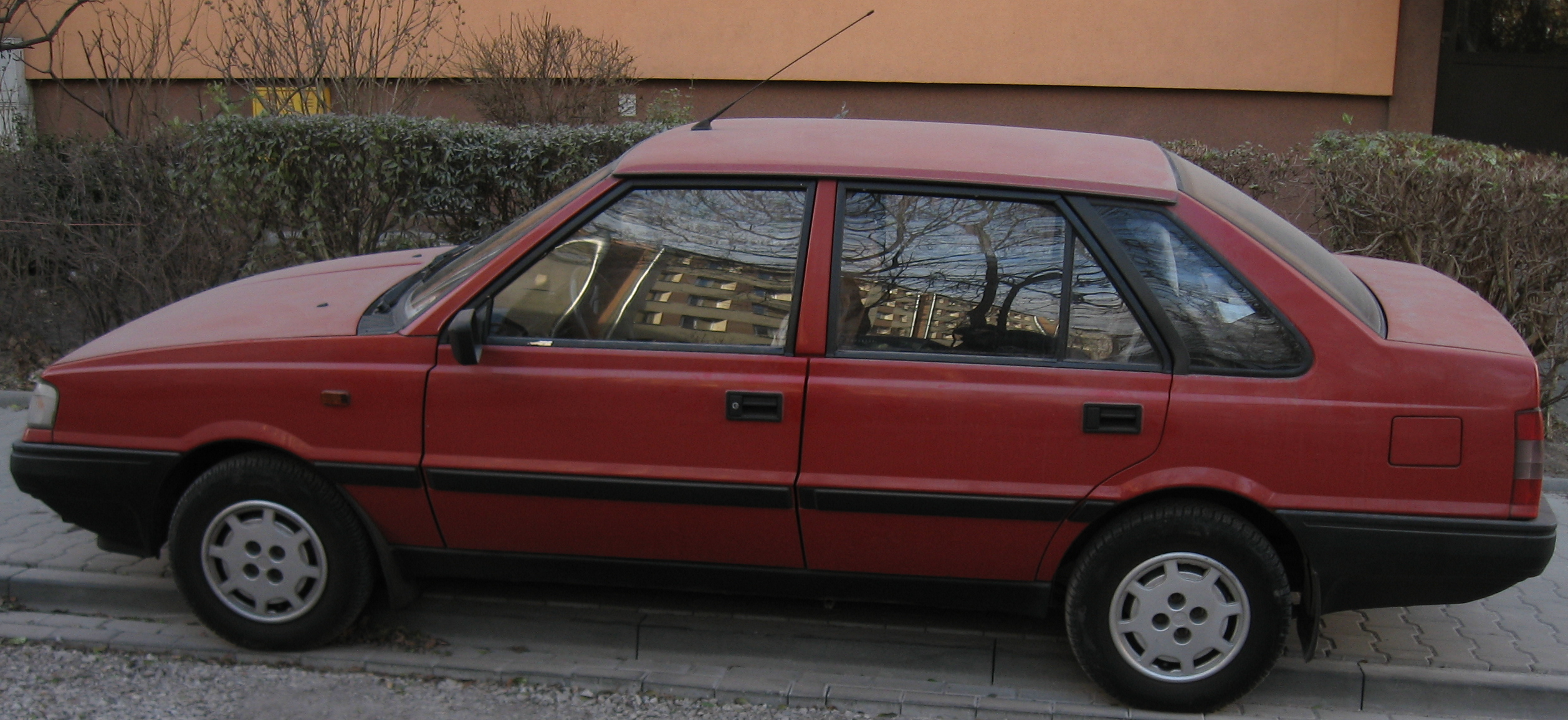
FSO Polonez Atu / Celina

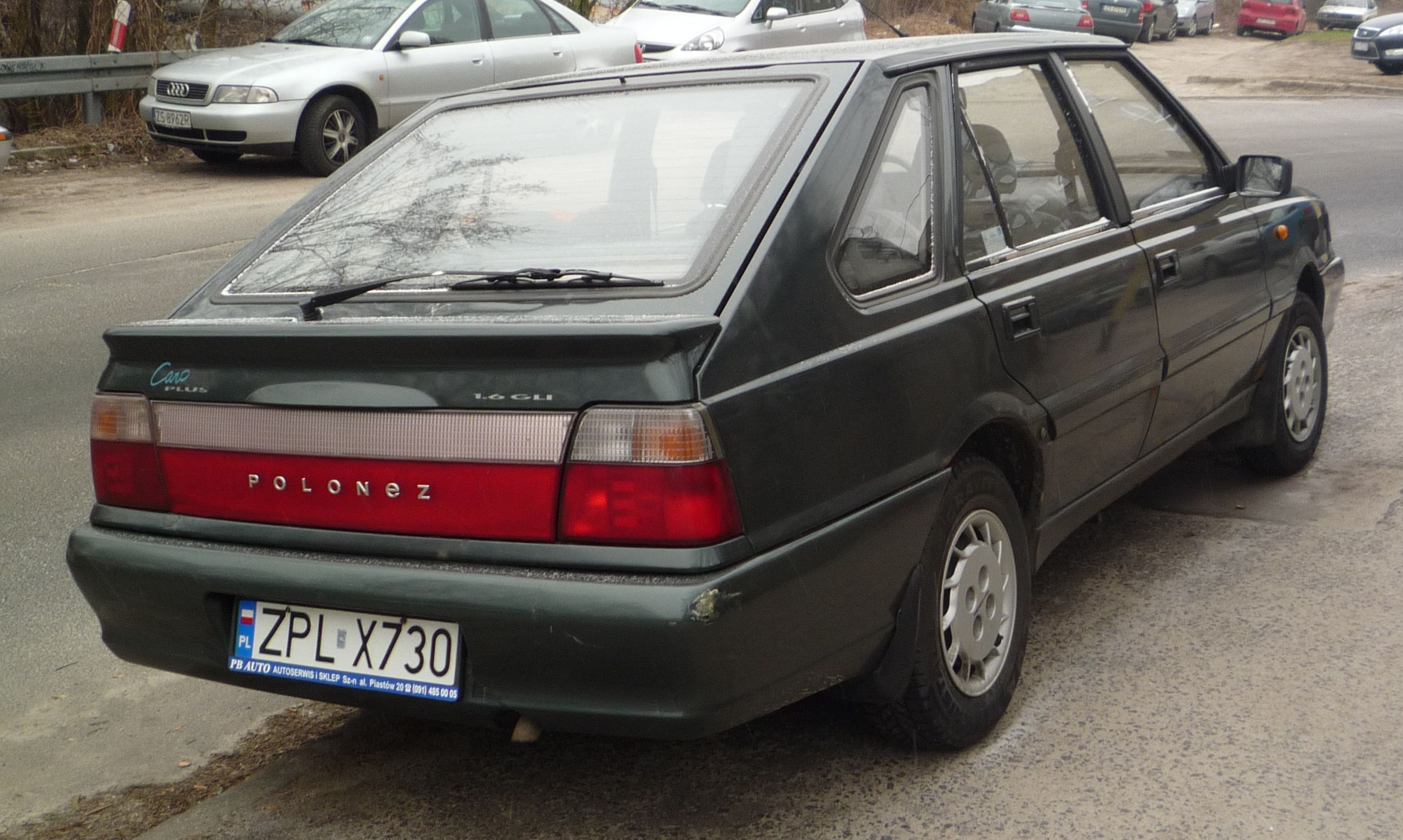
Daewoo-FSO Polonez Caro Plus

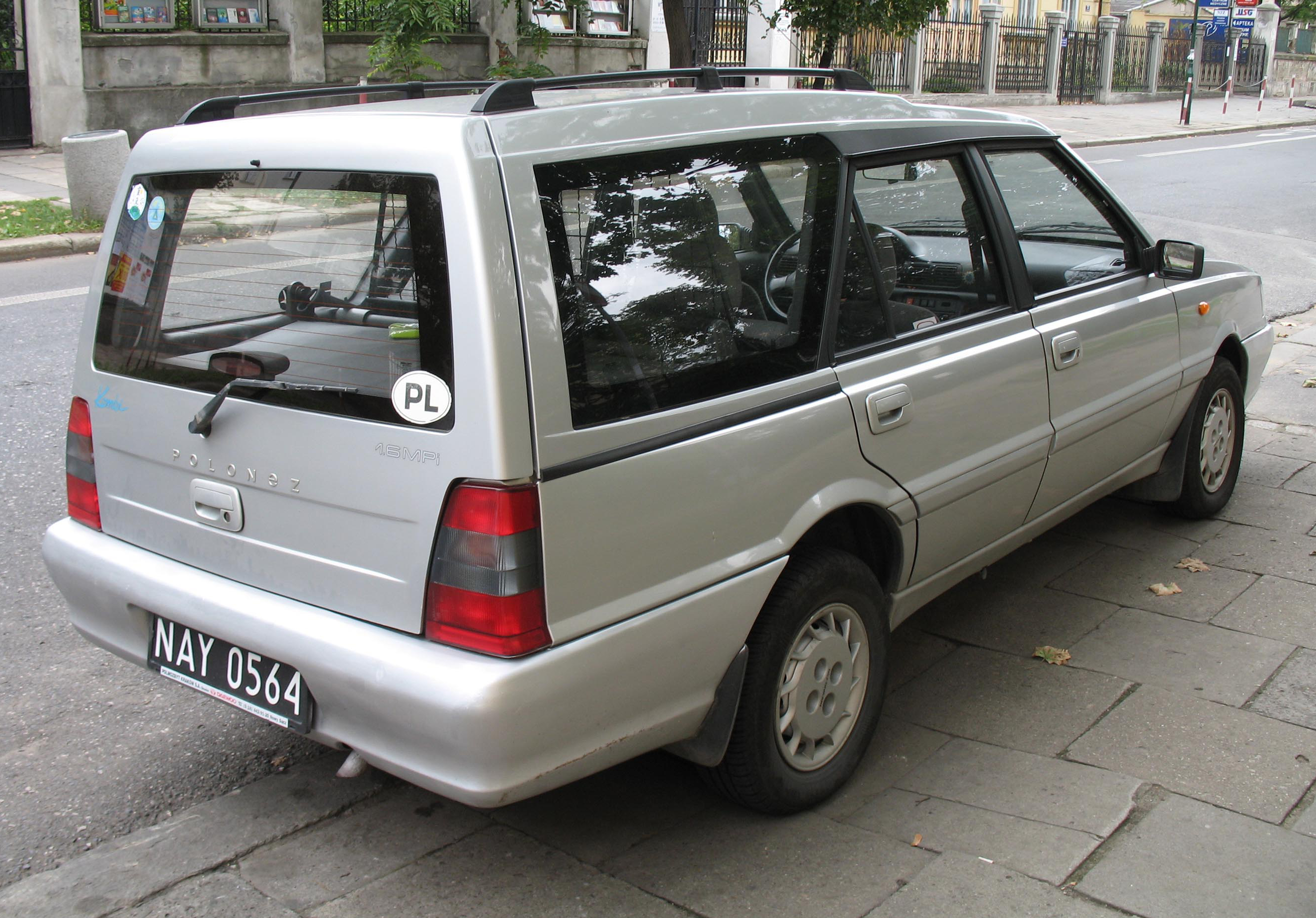
Daewoo-FSO Polonez Kombi Plus

## Geschiedenis
De Polonez is een nieuw vormgegeven Polski Fiat 125p, een auto die FSO bouwde onder licentie van Fiat. De inwendige componenten, inclusief gemoderniseerde 1300/1500cc-motoren, het chassis en andere mechanische delen kwamen van de Polski Fiat 125p, maar de carrosserie was een compleet nieuw hatchback-model ontworpen door de Italiaanse ontwerper van Fiat Giorgetto Giugiaro.
In 1970 lanceerde Fiat het ESV (European Safety Vehicle) project en in 1974 koos FSO Fiat's ESV-prototype als basis voor een nieuwe auto. FSO's ontwerper Zbigniew Watson voegde zich bij Giorgetto Giugiaro en Walter de'Silva om het ESV-project om te zetten naar de Polski Fiat 125p-basis en het interieur en de carrosseriedetails te ontwerpen. Het project wordt bekend als "type 137". In 1975 maakt Fiat prototypes van type 137, genaamd "Polski", en stuurt ze naar FSO. Deze voorgeschiedenis maakt dat zijn passieve veiligheid een sterk punt is van de Polonez. In 1978, wanneer de Polonez voorgesteld wordt op de 50e Internationale Tentoonstelling in Poznań, was het de enige Midden-Europese auto die aan de Amerikaanse eisen voor botsproeven voldeed.
Oorspronkelijk was het de bedoeling om de auto al in de jaren tachtig van de 20e eeuw te voorzien van een 1.6, 1.8 en 2.0 liter Fiat DOHC-motoren, maar financiële moeilijkheden maakten op dat moment de aanschaf van een licentie onmogelijk. Gedacht werd ook aan een tweedeurs coupé. Een driedeurs hatchback genaamd Polonez 1500 X Special werd in 1980 en 1982 in Poznań gepresenteerd. Deze projecten gingen echter nooit in serie. Een kleine oplage van de driedeurs is via de Britse importeur verkocht.
De Polonez-productie begon op 3 mei 1978, parallel aan de 125p. Langer, breder, lager en 120 kg zwaarder, kostte de nieuwe auto rond een vijfde meer dan de 125p. Toch ondanks de grote behoefte op de binnenlandse markt werden de productiefaciliteiten nooit volledig benut. De Polonez bereikte maximaal een derde van het maximale productievolume. Bijna de helft van de Polonez-productie werd geëxporteerd.
Medio jaren tachtig van de 20e eeuw ging men bij FSO weer aan het ontwikkelen, o.a. met verschillende motoren, waaronder diesels. Enkele honderden auto's werden in 1986 met 1.6 liter dieselmotoren van Volkswagen uitgerust. Vergelijkingen met andere middenklassers hadden aangetoond dat de productie van de Polonez wegens zijn talrijke plaatdelen en lasnaden onevenredig ingewikkeld was. Zijn gewicht lag rond 300 kg boven het gemiddelde, het brandstofverbruik was rond een derde te hoog. Daarom kreeg Ital Design de opdracht om de Polonez te herzien. In de tussentijd voerde FSO zelf ook veranderingen door qua uiterlijk (derde zijruit achter, veranderde grille) en de motor (sinds 1987 1600 cc). Nieuw in het programma was vanaf 1987 de Polonez Truck, een pick-up waarvan in het eerste productiejaar 1000 stuks ontstonden. De voorste helft komt overeen met de Polonez-hatchback, daarachter werd de laadvloer op een hulpframe gemonteerd.
FSO werkte ook aan een opvolger voor de Polonez. Eind jaren zeventig van de 20e eeuw was men bezig met de "Analog 1.2", aangedreven door een Fiat-motor en qua carrosseriedesign gelijkend op de Fiat Ritmo. Een doorontwikkeling hiervan was het prototype "Wars", dat in oktober 1986 in Poznań aan het publiek werd voorgesteld. Een serie-invoering van deze geslaagde voorwielaangedreven hatchback werd echter ten gunste van een vernieuwde Fiat-licentie verworpen, wat de financieel voordeligste keuze was. Dat is ook de reden dat de 125p meer dan een decennium gelijktijdig met de Polonez geproduceerd werd, de 125p was het volumemodel van FSO. Technische vernieuwingen werden alleen doorgevoerd wanneer ze op beide modellen toegepast konden worden. Die situatie veranderde nadat de productie van de 125p werd gestaakt in 1991, dat betekende ook het einde van de 1295cc-motor.

### FSO Polonez Caro
In 1991 werd de gefacelifte FSO Polonez Caro (in Nederland als voorheen Prima genaamd) voorgesteld, met nieuwe koplampen en grille, nieuwe bumpers, en een gewijzigd stuurwiel, dashboard en verbeterde botsveiligheid. Ook nieuw was de FSO Polonez Caro 1.9 GLD met een Citroën 1905 cc dieselmotor. In 1994 nam FSO met een Prima 1.4 GLI 16V racewagen (met een Rover 1396cc-motor, 92 kW/123 pk) deel aan een Nederlandse racecompetitie. In dat jaar werd ook een prototype van de FSO Polonez sedan (later geproduceerd als Atu of Celina) gepresenteerd, met wederom een nieuw dashboard, nieuwe bekleding en een gewijzigde achterwielophanging met schroefveren. Ook verschenen twee prototypes van de FSO Polonez Kombi (stationcar) en een prototype genaamd FSO Analog 4WD, een lichte terreinauto met vierdeurs pick-up carrosserie en vierwielaandrijving.
In 1995 werd de FSO-fabriek geprivatiseerd en verkocht aan de Zuid-Koreaanse autofabrikant Daewoo, wat leidde tot een betere productkwaliteit van de Polonez. In 1997 startte bij Daewoo Motor Polska de serieproductie van de Daewoo-FSO Polonez Caro Plus en Atu Plus, met nieuwe grille, nieuwe bumpers en het eerder gepresenteerde dashboard. In dat jaar stopte ook de export naar Nederland, de laatste buitenlandse markt voor FSO personenwagens. In augustus 1998 liep de eerste Daewoo-FSO Lanos van de assemblagelijn bij FSO en werd de Daewoo-FSO Polonez Kombi Plus voorgesteld, met een nieuw stuurwiel (van de Daewoo Nubira) en andere kleine wijzigingen aan het interieur. In de zomer van 2000 en 2001 werden kleine Polonez-series tegen meerprijs met airconditioning verkocht en tevens uitgerust met lichtmetalen velgen.

### Einde
In 2002 verliet de laatste FSO Polonez de productielijn. De productie zou tijdelijk gestopt worden maar dat werd definitief. Daewoo-FSO maakte geen officiële ceremonie van het einde van de Polonez-productie. De productie eindigde 24 jaar na het begin.
De relatief lage prijs van de Polonez werd gezien als het grootste voordeel boven andere auto's, maar het was ook een zware auto met relatief weinig motorvermogen (uitgezonderd de Fiat 2.0 DOHC, Ford 2.0 SOHC en Rover 1.4 MPI 16V-uitvoeringen). Onderdelen waren goedkoop en redelijk goed verkrijgbaar. Na 1992 verbeterde de kwaliteit, vooral na 1995 toen FSO ging samenwerken met Daewoo. De laatste productiemodellen, de Plus-serie sinds 1997, boden nieuwe zaken zoals airconditioning maar de vraag naar de Polonez liep steeds verder terug. De laatste versies van de Polonez waren de Truck-uitvoeringen, gewaardeerd om hun lage prijs, betrouwbaarheid en hoge laadvermogen (tot 1000 kg afhankelijk van de uitvoering).

## Export
De Polonez werd geëxporteerd naar vele landen, waaronder Nederland, België, Argentinië, Bolivia, Verenigd Koninkrijk, China, Griekenland, Italië, Finland, Egypte (daar tot 2008 ook CKD-assemblage bij Nasr), Spanje, Portugal. Eind jaren tachtig werd een serie van 150 Polonez-hatchbacks naar Nieuw-Zeeland geëxporteerd. Ze werden ook geëxporteerd naar Chili en Colombia (in het laatste land als politie-auto en taxi) van eind jaren tachtig tot begin jaren negentig.
De Nederlandse FSO-importeur De Binckhorst Auto & Motor Import BV uit Voorschoten bood de Polonez 1500 per 1 september 1983 aan voor 14.995 gulden (inclusief BTW).
In 1987 nam Abimex uit Ridderkerk de import over en haalde de gemoderniseerde Polonez onder de naam FSO Prima naar Nederland. De Prima 1.5i CLE en de luxere Prima 1.5i SLX werden in 1992 aangeboden voor 13.999 respectievelijk 15.499 gulden.
Nederland was, tot de import in 2007 wordt gestaakt, de laatste buitenlandse markt voor FSO-personenwagens.

## Modellen
De Polonez-reeks omvatte een hele serie modellen:
- Hatchback (zoals origineel geïntrodueerd)
- Driedeurs (FSO Polonez 1500 X Special, zoals de normale Polonez maar zonder achterdeuren, naar schatting zijn hiervan 300-1000 gemaakt)
- Pick-up (FSO Truck), geïntroduceerd in 1987
- Cargo (Polonez Caro met verlengde en verhoogde pvc-opbouw, ook als Ambulance) geïntroduceerd rond 1993
- Sedan (FSO Polonez Atu, ook genaamd FSO Celina op bepaalde exportmarkten), geïntroduceerd in 1996 (eerste presentatie in 1994)
- Verlengde pick-up (met kleine achterzittingen)
- Truck Roy (lange carrosserie zoals Caro/Atu maar in pick-up vorm), geïntroduceerd rond 1997
- Stationcar (FSO Polonez Kombi), geïntroduceerd in 1998 (eerste presentatie in 1994)
- Service-auto met bijzondere opbouw
- Speciale uitvoering voor de Poolse brandweer

Verder veel prototypes: coupé- en pick-upvarianten en een 4×4-terreinauto (FSO Analog).